# Diversidad sexual en Francia
Las personas lesbianas, gais, bisexuales y transexuales (LGBT) en Francia son socialmente aceptadas y cuentan con reconocimiento legal de sus derechos. Aunque las relaciones sexuales entre personas del mismo sexo fue un delito castigado con la pena capital en el Antiguo Régimen, esto fue derogado en 1791 durante la Revolución francesa. La edad de consentimiento para mantener relaciones sexuales entre personas del mismo sexo no se equiparó hasta 1982, bajo el mandado del entonces presidente François Mitterrand. 
Francia fue el decimotercer país del mundo en legalizar el matrimonio entre personas del mismo sexo en 2013. En 1985 y posteriormente en 2012 se promulgaron leyes que prohíben la discriminación basada en la orientación sexual y la identidad de género.

## Historia
Es un hecho discutido si el objeto magdaleniense (de hace unos 13 000 años a.C.) en forma de L, del tipo de los llamados «bastones de mando», encontrado en Gorge d'Enfer, es un consolador de doble falo pensado para ser empleado por dos mujeres. Existen también representaciones gráficas del Paleolítico de las que se discute si retratan relaciones homosexuales, como un coito anal entre dos hombres en La Marche o dos mujeres con las piernas entrelazadas, en la postura conocida como la tijera (de hace unos 27 000 años). Serían los primeros indicios de homosexualidad en lo que hoy es el territorio francés.

### Antigüedad

#### Los celtas

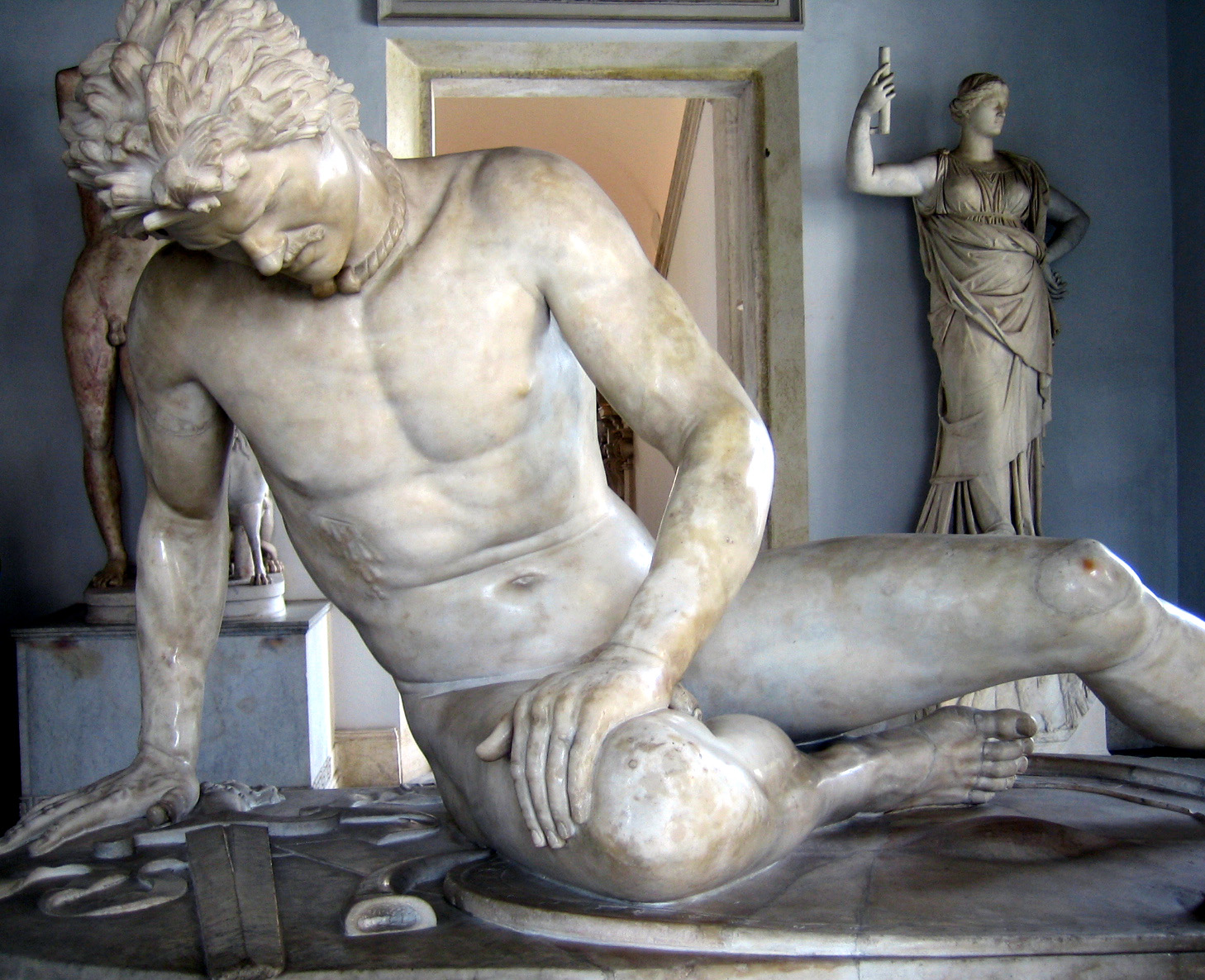
El Gálata moribundo, una copia romana en mármol de un trabajo helenístico de finales del, en el Museo Capitolino, Roma

A la llegada de los griegos a lo que actualmente es territorio francés, se encontraron con los celtas, cuyas noticias son transmitidas de la pluma de Posidonio de Apamea, que escribió hacia la primera mitad del siglo I a. C. Posidonio realizó extensos viajes por el mundo mediterráneo, visitando también las naciones vecinas, sobre todo las de Masalia, actualmente Marsella, una polis colonial griega en la época. Entre los vecinos de Masalia, en el sur de Galia, vivían pueblos celtas, por lo que Posidonio puede considerarse como un «testigo presencial». Su descripción del extendido erotismo entre hombres de los celtas no se ha conservado en su forma original; sin embargo, los recuentos sobre el tema incluidos en las compilaciones del historiógrafo Diodoro Sículo, así como en el retórico Ateneo de Náucratis (hacia el año 190), se remontan posiblemente a Posidonio. Hacia mediados del siglo I a. C., Diodoro afirma lo siguiente sobre la vida sexual de los celtas de Galia:

Aunque tienen mujeres muy hermosas, se ocupaban poco de ellas. [...] Los hombres son mucho más aficionados a su propio sexo; acostados sobre pieles, se divierten con un amante a cada lado. Lo más extraordinario es que no tienen el menor recato ni dignidad; se ofrecen a otros hombres sin la menor compunción. Además, este comportamiento no es despreciado o considerado vergonzoso: al contrario, si uno de ellos es rechazado por otro al que se ha ofrecido, se ofende.
Diodoro

Diodoro se refiere a que los celtas, en la forma que tenían de entender la sexualidad entre hombres, se desviaban de la «norma» griega y romana: la información de Diodoro lleva implícita que, al contrario de lo que ocurría en Roma y Grecia, que consideraban despreciable que los hombres libres tomaran el papel pasivo en una relación sexual, los celtas aceptaban el hecho sin problemas, lo que implica que la sociedad celta aceptaba las relaciones homosexuales entre hombres adultos libres. Posiblemente, Diodoro introdujo el tema de la «sexualidad desenfrenada» de los homoerotas celtas en sus relatos para subrayar su supuesto carácter salvaje y así diferenciar entre las costumbres griegas y romanas por un lado y el mundo «bárbaro» celta por otro.
El relato de Diodoro es confirmado a finales del siglo II por Ateneo de Náucratis, que comenta que los hombres celtas, a pesar de que entre su pueblo hay muchas mujeres hermosas, prefieren a jóvenes en sus juegos eróticos y que es habitual que duerman con dos amantes sobre pieles. Además, habrían adoptado esta costumbre de los griegos. Sobre todo, la supuesta costumbre de los celtas de aceptar el comportamiento sexual pasivo en hombres y guerreros jóvenes es confirmado por el geógrafo griego Estrabón, que lo relaciona con la agresividad celta.

#### Los griegos

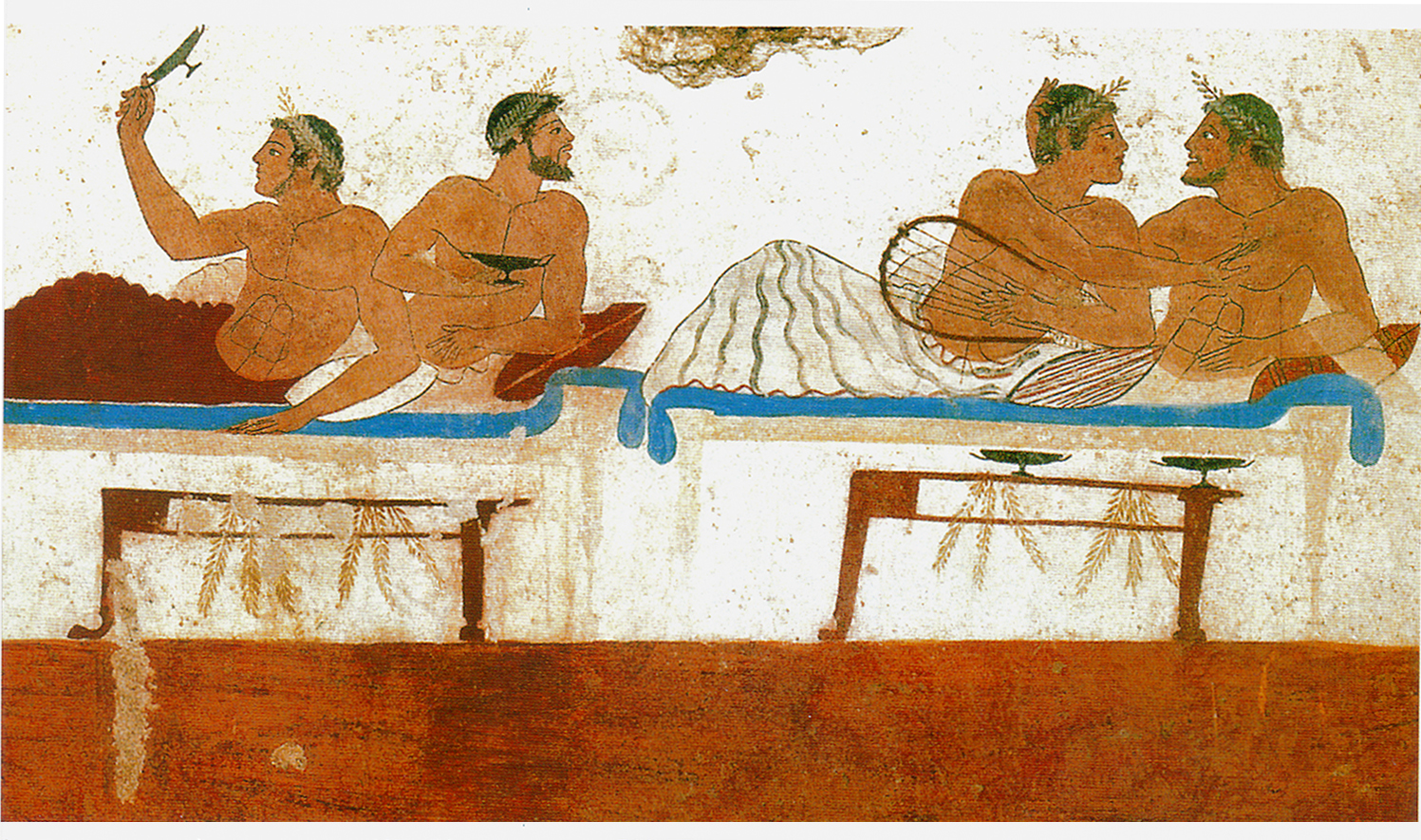
Fresco de una tumba de Paestum, una colonia Griega. Muestra una escena de un simposio.

Según cuentan las crónicas de Tucídides, griegos de Focea, emprendieron la fundación del establecimiento comercial o emporion de Massalia Μασσαλία hacia el 600 a. C., si bien las circunstancias y la fecha precisa de la fundación de esta colonia siguen siendo imprecisas. El desarrollo posterior de Massalia, que alcanzaría un importante número de habitantes y la categoría de polis (ciudad estado), la convirtieron en un puerto de referencia griego en Europa occidental.
La forma socialmente aceptable de homosexualidad en la Antigua Grecia era la pederastía, que consistía en la relación amorosa entre un adulto libre a menudo de clase alta, el erastés, y un adolescente entre 12 y 17 años o a veces algo mayor, el eromenos. La relación servía como iniciación como adulto para el eromenos; el erastes era responsable de la educación como ciudadano de su pupilo y la relación acababa habitualmente con la aparición del primer vello, el anthos, momento en el que dejaba de ser atractivo para el erastes. Existían algunas excepciones, era el caso de los philoboupais, en los que el eromenos seguía manteniendo el interés del erastes. El eromenos, después de hacerse adulto, pasaba a convertirse a su vez en erastes. Esta actividad como erastes no impedía tener una esposa e hijos, o tener relaciones con las hetairai, pero el amor romántico, tal como se entiende hoy, estaba reservado a las relaciones entre hombres.
La actitud de los griegos frente a la sexualidad estaba definida por tres puntos básicos: la distinción primordial era entre activos, ho poion, y pasivos, ho paschon, no entre homo y heterosexuales; las actitudes cambiaban según la clase social; y los únicos que tenían derecho a seguir su placer sexual fuera del matrimonio eran los hombres. En general, las mujeres y los niños eran considerados inferiores y los hombres afeminados eran tratados con desprecio y burla, como demuestran las obras de teatro de Aristófanes. Existe poca información sobre la actitud frente al lesbianismo, pero, gracias a las noticias que existen sobre la vida de Safo, se cree que podía haber existido una institución similar a la pederastia masculina para las mujeres.

#### Los romanos

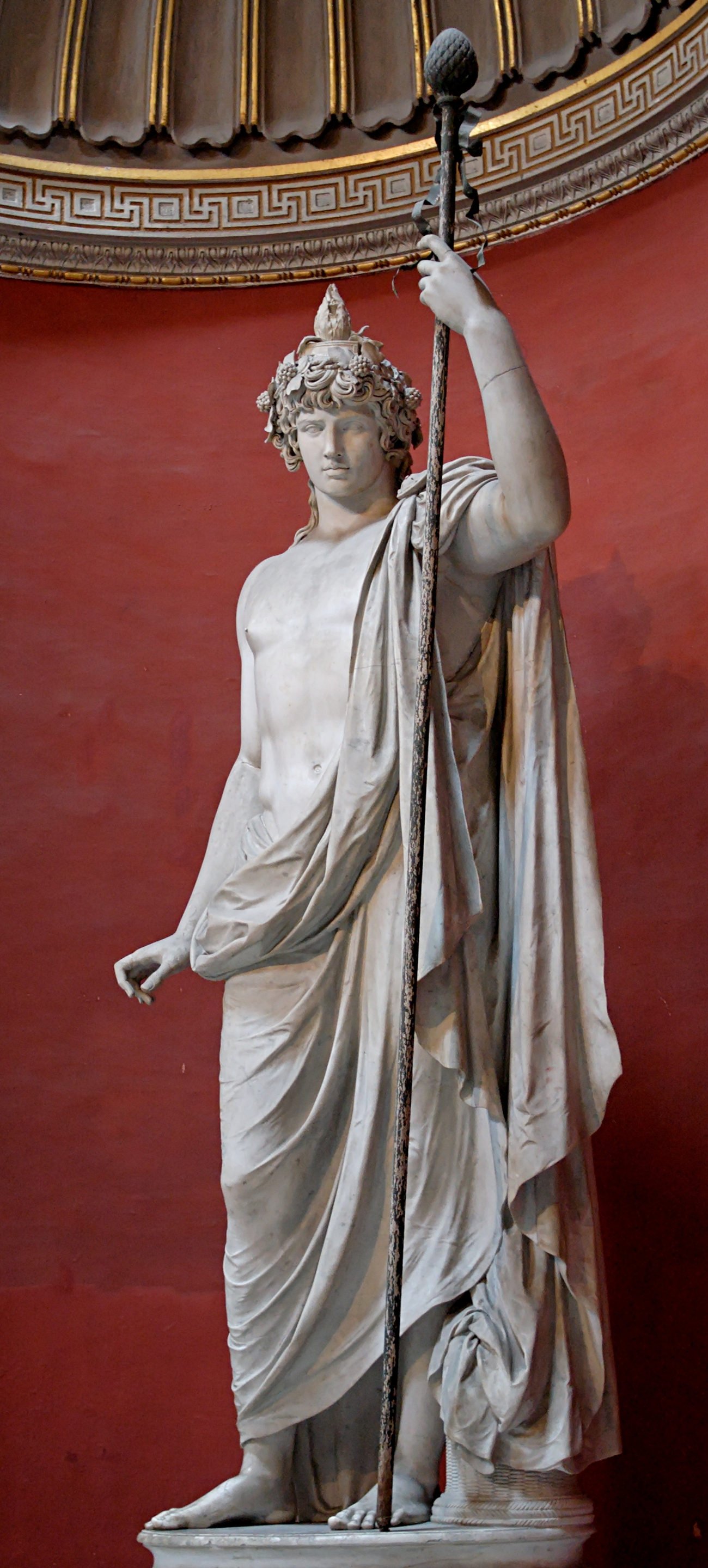
Estatua colosal de Antínoo, amante del emperador Adriano. Aquí representado como Dioniso-Osiris. Obra romana en mármol, conservada en Roma, en el Museo Pio-Clementino.

En la sexualidad romana era más importante el estatus que la persona, que su sexo. Así, los hombres podían penetrar a jóvenes esclavos, eunucos, prostitutos de la misma forma que a sus esposas, esclavas, concubinas o prostitutas. En cambio, ningún ciudadano de reputación tendría sexo con otro ciudadano, ni dejaría que otro hombre lo penetrara, independientemente de la edad o el estatus. La distinción era estricta entre el homosexual activo (que a veces se acostaba con mujeres y a veces con hombres) y el pasivo, que era visto como servil y afeminado. Esta moralidad fue usada por ejemplo contra César, cuyos supuestos escarceos con el rey de Bitinia estaban en boca de toda Roma. En general, en Roma dominaba una forma de pederastia muy similar a la practicada por los griegos.
El lesbianismo también era conocido, tanto en su forma sáfica, es decir, entre mujeres femeninas que compartían el sexo con adolescentes —una especie de pederastia femenina—, como el tribadismo, en el que mujeres de aspecto varonil desempeñaban actividades masculinas, incluyendo la lucha, la caza y la relación con mujeres.

#### La llegada del cristianismo
La moralidad romana ya había cambiado hacia el siglo IV, en el que Amiano Marcelino critica amargamente las costumbres sexuales de los taifali, una tribu bárbara situada entre los Cárpatos y el Mar Negro, que practicaba la pederastia de estilo griego. En 342 los emperadores Constantino y Constancio introdujeron una ley para castigar la homosexualidad pasiva, posiblemente con la castración, ley que fue ampliada en el 390 por Teodosio, que deja quemar en la hoguera a todos los homosexuales pasivos que trabajaban en burdeles. En 438 la ley fue ampliada a todos los homosexuales pasivos y en el 533 Justiniano castigaba cualquier acto homosexual con la castración y la hoguera, ley que se hizo más estricta en el 559.
Se han dado tres razones para este cambio de actitud. Procopio de Cesarea, historiador de la corte de Justiniano, consideró que tras las leyes había motivos políticos, ya que permitieron a Justiniano eliminar a enemigos políticos, quedarse con sus propiedades y no tuvieron mucha eficacia eliminando la homosexualidad entre la gente corriente. La segunda razón y quizás la de más peso, sería la extensión del cristianismo dentro de la sociedad romana, que fue asumiendo el paradigma cristiano de que el sexo debe servir exclusivamente para la reproducción. Colin Spencer, en su libro Homosexuality. A history, avanza la posibilidad de que un cierto sentido de autoprotección de la sociedad romana tras sufrir alguna epidemia (como la peste, por ejemplo) aumentó la presión reproductiva sobre los individuos. Este fenómeno estaría combinado con la extensión del estoicismo en el Imperio.
Hasta el año 313 no hubo una doctrina común en el cristianismo sobre la homosexualidad, pero anteriormente San Pablo ya había criticado la homosexualidad como contra natura:

Y del mismo modo también los hombres, dejando el uso natural de las mujeres, se encendieron en sus concupiscencias los unos con los otros, cometiendo cosas nefandas hombres con hombres, y recibiendo en sí mismos la recompensa que convino a su extravío.
Biblia Reina-Valera 1602: 45.Romanos: 1

Poco a poco los Padres de la Iglesia fueron creando un cuerpo literario en el que se condenaba la homosexualidad y el sexo en general en los términos más enérgicos, luchando contra una práctica común en la sociedad de la época, incluyendo la primitiva Iglesia. Por otra parte se identificó a la homosexualidad con la herejía desde muy pronto, no sólo a causa de las costumbres paganas, sino también debido a los rituales de algunas sectas gnósticas o del maniqueísmo, que, según San Agustín, practicaban ritos homosexuales.

### Edad Media
Durante el siglo VI se extendió la amistad romántica en el reino merovingio, haciéndose habituales la dedicación de poemas eróticos entre intelectuales, en imitación a Horacio, Catulo u Ovidio. Así, el obispo de Poitiers, Venancio Fortunato, que se encontraba en el centro de una red de cultas amistades y que envió, por ejemplo, tiernas cartas al obispo de París, Ragnemond, su «Rucco», al canciller Faramundo o al obispo de Colonia, Carentius, al que llamaba carus y dulcis. Este proceso se intensificó durante el Renacimiento carolingio, de forma que incluso el mismo emperador Carlomagno participaba en esta red de amistades, bajo el seudónimo de «David». La literatura homoerótica continúa durante el siglo XII bajo protección de los reyes anglonormandos. Especialmente el círculo del Loira, con centro en Marbodio de Rennes, su discípulo Balderico, obispo de Dol-de-Bretagne, y Hildebert de Lavardin, obispo de Le Mans, desarrolló textos dedicados a discípulos y confidentes, y una cierta misoginia. Otros nombres que se pueden añadir son Anselmo de Canterbury, cuyas obras homoeróticas fueron muy imitadas en los «pseudoanselmos» durante la Alta Edad Media, y Elredo de Rieval, ambos ingleses, pero en estrecho contacto con los poetas anglonormandos al otro lado del canal de la Mancha.
Los reyes francos no introdujeron leyes específicas en contra de la sodomía, pero aplicaban las leyes romanas, aunque no de manera consistente. El sur de Francia siguió empleando durante la Edad Media las leyes romanas, en cambio, al norte de Lyon se introdujeron numerosas leyes consuetudinarias, siendo las más importantes las referidas en Établissements de Saint Louis, compiladas hacia 1272. Según el Établissements, «Si alguien es sospechoso de bougrerie el magistrado lo detendrá y lo enviará al obispo; y si es probado será quemado en la hoguera; y todos sus bienes irán al barón.» Los juristas franceses han discutido durante siglos si bougrerie se refiere a la sodomía o a los cátaros, como parece ser correcto, ya que el significado de «sodomita» para bougre es un anacronismo. El Li Livres de jostice et de plet (hacia 1260) es menos ambiguo y condena a los sodomitas de forma explícita: «Quienquiera que sea probado sodomita [sodomite] perderá sus testículos. Y si lo hace una segunda vez, perderá su miembro. Y si lo hace una tercera vez, será quemado en la hoguera.» Las Coutumes de Beauvais, una compilación del derecho consuetudinario del Beauvais de 1238, combina la herejía y la sodomía, lo que hace comprensible la confusión en la interpretación del Établissements, «833. Una persona que departe de la fe por incredulidad, de forma que no vuelve a los caminos de la verdad, o que comete sodomía [sodomiterie], debe ser quemado en la hoguera y renuncia a todos sus bienes en la manera descrita más arriba.» Estas compilaciones de derecho consuetudinario se vertieron en el Somme rural, ou le Grand Coustumier général de Jean Bouteiller de Tournai, que siguió en uso hasta finales del siglo XVII. Se conocen casos de aplicación de estas leyes en Laon en 1317, en Dorche en la Saboya en 1344 y en Reims en 1372.
Hasta época reciente se creía que el lesbianismo había sido ignorado por las leyes civiles medievales. Estudios más modernos tienden a desmentir el hecho, a pesar de que todavía es necesaria mucha más investigación. La primera ley civil que condenaba el lesbianismo fue el código de Orléans, el Li Livres de jostice et de plet (1260):

Feme qui le fet doit à chescune foiz perdre membre, et la tierce doit estre arsse.
Mujer que lo hace debe perder cada vez un miembro y a la tercera deber ser quemada.
Li Livres de jostice et de plet (1260)

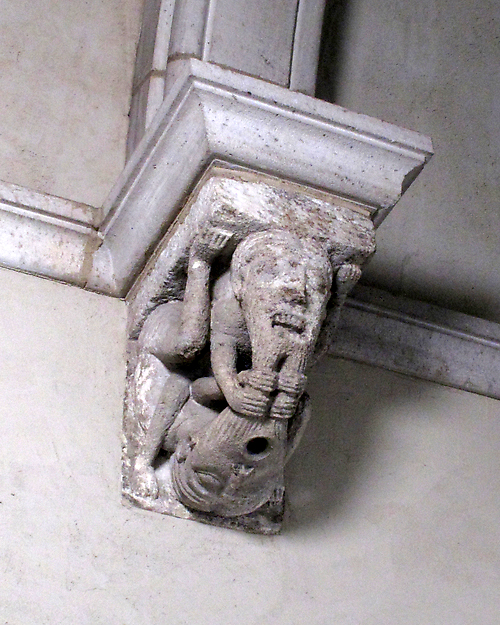
Dos hombres tirándose de las barbas. Canecillo medieval procedente de la abadía La Sauve-Majeure (Francia), actualmente en el Museo Metropolitano de Arte de Nueva York. Las barbas partidas, al estilo sirio / copto / irlandés, eran características de los perfectos cátaros y tirarse de la barba se convirtió en algunos casos en una representación de la masturbación.

Durante el siglo IX, la época del segundo florecimiento de la amistad romántica carolingia, «Benedictus Levita», un seudónimo, creó unos falsos capitularios carolingios que acabaron formando parte de las Decretales pseudoisidorianas, una falsificación y una de las más importantes fuentes del derecho canónico medieval. El diácono Benedictus amplió las leyes de Justiniano que ya recomendaban la tortura y las penas más duras, para incluir la pérdida de bienes. Hacia principios del siglo XIII el péndulo volvió hacia la homofobia, siendo los teólogos de la Escuela de Chartres los primeros representantes de esta ola antisodomítica. Especialmente beligerante fue Alain de Lille en su De planctu Naturae, en la que la sodomía aparece como antinatural, ya que se opone a la dualidad de la naturaleza, vicaria Dei («representante de Dios»). Otros representantes de esta nueva corriente teológica fueron Guillermo de Auvernia, obispo de París, y los teólogos universitarios como Pablo de Hungría, Guillermo de Perault, Tomás de Aquino y Alberto Magno. Son estos teólogos los que convierten la sodomía en el peor de los pecados, peor incluso que el incesto, porque se opone al orden natural de Dios, que es la reproducción. En este sentido, la sodomía incluye todas las prácticas sexuales no reproductivas: masturbación, zoofilia, sexo oral (concubitus indebitus) y sexo anal (vitium sodomiticum). La persecución no era por «homosexualidad», sino que era por haberse opuesto a Dios y a su orden natural, aunque se puede afirmar que hasta un 80% de los casos juzgados fueron por relaciones sexuales entre hombres.
Esta nueva teología coincide con la persecución de los cátaros, a los que a menudo se les acusaba de sodomía y herejía, confundiendo ambos conceptos. Pero el primer uso concreto de esta nueva ideología antisodomítica fue la destrucción de los Templarios por el rey Felipe IV de Francia. No existen pruebas de que la homosexualidad formara parte habitual de los ritos la orden templaria, a pesar de que el Rey no ahorró en medios para conseguir confesiones, pero en este contexto, es interesante señalar que el rechazo a la sodomía y su relación con el pecado y el Demonio estaban ya tan asentadas a principios del siglo XIV, que el rey de Francia pudo usarla para destruir una de las órdenes de caballería más poderosas de la Cristiandad. A la vez, Felipe IV comenzó un proceso judicial en contra del fallecido papa Bonifacio VIII, en buena parte por sodomía, proceso que el papa Clemente V se trajo a la Santa Sedepara evitar una condena de su predecesor. Ambos casos ilustran como la acusación de sodomía se convirtió en un eficaz instrumento político: Felipe IV pudo apropiarse de las ingentes riquezas de los templarios y a la vez acallar las protestas del papa. Durante la Alta Edad Media se generalizaron las persecuciones de sodomitas, sin parar en estatus social, poder o riqueza, como tuvieron que aprender muy a su pesar incluso reyes y papas.

### Inicios de la Edad Moderna
]

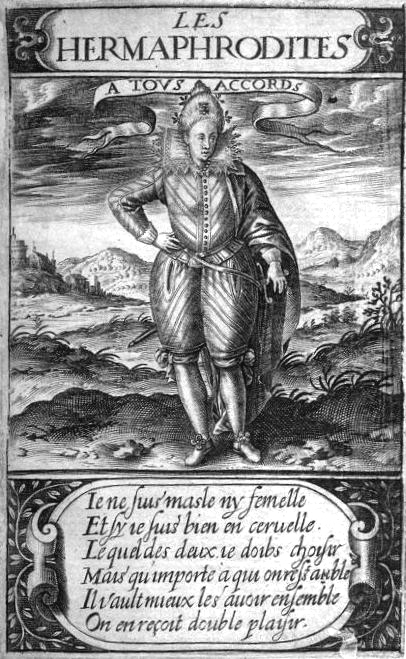
Caricatura de Enrique III de Francia (1551-1589), en el frontispicio de libro Les Hermaphrodites (1605) de Thomas Artus.
Ie ne ſuis masle ny femelle
Et ſi ie ſuis bien en ceruelle
Lequel des deux ie doibs choiſir
Mais qu’importe à qui on reſſamble
Il vault mieux les avoir enſemble
On en reçoit double plaiſir.
[No soy macho ni hembra
Y si yo estuviese bien de la cabeza
Cual de los dos debo elegir
Pero qué importa a quien uno se parece
Más vale tener ambos juntos
Se recibe el doble de placer.

Durante el Renacimiento, la actitud frente a la homosexualidad va desde el amor platónico entre hombres y las obras de arte que celebran la belleza del cuerpo masculino, hasta la persecución, la tortura, la humillación pública y el ajusticiamiento de los sodomitas, a veces incluso en la misma ciudad. En general, se puede observar en Europa un incremento de las formas de tortura y de la diversidad de los sistemas de ajusticiamiento desde el siglo XIV hasta época moderna.
Se ha discutido mucho sobre la homosexualidad de Enrique III, brevemente rey de Polonia y rey Francia, y sus «miñones», un grupo de jóvenes consejeros sobre los que corrían todo tipo de rumores en la corte. La mayoría de los historiadores modernos consideran que las acusaciones son en su mayoría infundadas, basadas en los gustos refinados del rey, educado por su madre como un príncipe renacentista italiano, en una sociedad embrutecida por las guerras religiosas. Una forma de guerra propagandística de católicos radicales, protestantes y nobles que veían disminuir su poder, que además acusaba al rey de tiranía, agnosticismo, ateísmo, brujería, traición, comportamiento animalístico monstruoso y el asesinato de niños. La figura de Enrique III ha quedado como paradigma del rey afeminado y perverso, a pesar de que es muy posible que jamás fuese infiel a su esposa Luisa de Lorena-Vaudémont.
En Francia son conocidas las persecuciones del tribunal inquisitorial de Montaillou y de la ciudad de Pamiers; otras ciudades importantes como Aviñón y París todavía no han sido estudiadas con detalle. Sin embargo, existe una fuente estadística muy buena en el parlamento de París, que servía de corte de apelaciones para los dos tercios norteños de Francia. Los registros muestran entre los años 1565 y 1640 176 condenas por sodomía, de los cuales 77 acabaron con la pena capital (se supone que una docena de estos casos fue por zoofilia, delito incluido en la sodomía). Extrapolando los datos, Crompton calcula unos 150 hombres y mujeres ajusticiados por sodomía en los siglos XVI y XVII. Durante el siglo XVII la mayoría de los casos son iniciados por padres que se quejan de que alguien ha abusado de sus hijos.
También existen unos pocos casos documentados de persecución de lesbianas. Se conoce un caso de 1533 en Burdeos, en el que ambas mujeres fueron absueltas; otro de una mujer de Fontaines que se travistió de hombre para casarse con otra mujer y que finalmente fue ejecutada en la hoguera hacia 1535 por «perversión la cual usó para falsificar el oficio de marido». Un caso transmitido por Montaigne en 1580, deja entrever una pequeña comunidad rural lesbiana en Chaumont-en-Bassigni: siete u ocho muchachas decidieron vivir sus vidas como hombres; una de ellas, se casó en Montier-en-Der con otra mujer y mantuvo un matrimonio feliz cuatro o cinco meses, hasta ser reconocida por alguien de Chaumont; condenada por usar instrumentos ilícitos para el sexo, la culpada prefirió la horca a volver a su rol de mujer.

### Desde la Ilustración
Antes de la revolución francesa los tribunales eclesiásticos consideraban la homosexualidad un delito severamente castigado. Jean Diot y Bruno Lenoir fueron los últimos homosexuales ejecutados en la hoguera en enero de 1750.
La revolución francesa abolió los tribunales eclesiásticos en el Código Penal de 1791 junto con los delitos que la ilustración consideraba imaginarios como la homosexualidad o la brujería. Esta despenalización, que fue la primera de un Estado actual, se mantuvo en el código penal introducido por Napoléon en 1810, no incluyendo las prácticas homosexuales entre adultos en privado, al considerar sólo delitos las conductas que perjudicaran a un tercero. Este punto de vista fue imitado posteriormente en los códigos penales de un gran número de países. A pesar de ello, la homosexualidad siguió siendo considerada inmoral por gran parte de la sociedad y los homosexuales siguieron siendo acosados mediante leyes de orden público y moral.
Durante la ocupación alemana en la Segunda Guerra Mundial los homosexuales fueron perseguidos por los nazis e internados en campos de concentración con la colaboración del régimen de Vichy que elaboró listas rosas.
En el código penal del 28 de abril de 1832 se había introducido la edad de consentimiento sexual fijándose en 11 años para ambos sexos y se subió a 13 en 1863. El 6 de agosto de 1942 el gobierno de Vichy introdujo una discriminación en el artículo 334 (movido al artículo 331 en 8 de febrero de 1945 por el gobierno provisional de la república francesa) en la que se incrementaba la edad de consentimiento para los homosexuales a 21 años, mientras que se establecía en 15 para los heterosexuales. Esta ley permaneció en vigor hasta el 4 de agosto de 1982.
Una ley discriminatoria menos conocida, la ordenanza n°60-1245 del 25 de noviembre de 1960, doblaba la pena en caso de que la exhibición indecente fuera por una práctica homosexual, y estuvo vigente 20 años (código penal, artículo 330). Esta ley también fue conocida como enmienda Mirguet por el propositor de la enmienda.

## Uniones civiles
Actualmente las uniones civiles son una opción tanto para las parejas homosexuales y heterosexuales francesas que deseen formalizar legalmente su relación. Estas fueron legalizadas en 1999 por las "Pactos de Solidaridad Civil", que recogen la mayoría de ventajas que tiene el matrimonio aunque no reconocen la adopción de menores conjunta.

## Matrimonio
El matrimonio entre personas del mismo sexo es legal en Francia a partir de 2013.
En 2006 el 62% de la población, según las encuestas, apoyaba la legalización del matrimonio igualitario, en contra del 37%, a pesar de esto, al 55% no le parecía bien la idea de que estos pudiesen adoptar niños.
El 23 de abril de 2013, después de la aprobación de ambas cámaras legislativas al proyecto de ley que permite el matrimonio entre personas del mismo sexo, incluida la adopción de niños por estas, reconociendo plenamente a la familia homoparental, Francia se convirtió en el 14.º país del mundo en legislar sobre el tema. La votación de la izquierda en la Asamblea Nacional de ese país fue clave para la aprobación del proyecto de ley, donde 331 diputados votaron a favor y 225 en contra. La ley fue promulgada el 17 de mayo de 2013 por el presidente François Hollande, tras rechazarse la apelación, ante el Consejo Constitucional de Francia.
Ante esta aprobación, sucedieron numerosas y multitudinarias manifestaciones y protestas que mostraban su rechazo a este proyecto de ley. Las últimas protestas se tornaron violentas, como la del 26 de mayo de 2013 en París (Véase Manifestación del 26 de mayo).

## Situación actual
Aunque el pueblo francés no es tan tolerante como el Benelux, Escandinavia, España, Andorra o su antigua colonia en América, como la provincia canadiense de Quebec, [cita requerida] en general ve la sexualidad como un asunto privado, pero por ese mismo motivo, se espera que permanezca en el ámbito privado. 
En 2015, el 71% de los franceses veían con buenos ojos la homosexualidad; también hay que destacar que Bertrand Delanoë, alcalde de París desde 2001 hasta 2014, es un homosexual reconocido (el primer político francés en decirlo abiertamente).